# Episodi di Art of Crime (terza stagione)
La terza stagione della serie televisiva Art of Crime, composta da 2 episodi, è stata trasmessa in Francia su France 2 il 25 ottobre e 1º novembre 2019.
In Italia, la stagione è inedita.
| nº | Titolo originale        | Titolo italiano | Prima TV Francia | Prima TV Italia |
| -- | ----------------------- | --------------- | ---------------- | --------------- |
| 1  | Un fantôme à l'Opéra    |                 | 25 ottobre 2019  |                 |
| 2  | La Malédiction d'Osiris |                 | 1º novembre 2019 |                 |